# Nikoła Nedew
Nikoła Dimitrow Nedew (bułg. Никола Димитров Недев, ur. 7 lipca 1886 w Wielkim Tyrnowie, zm. 27 kwietnia 1970 w Sofii) – bułgarski wojskowy i historyk, generał major, w latach 1938-1940 minister spraw wewnętrznych.

## Życiorys
Syn nauczyciela Dimityra Popmichowa Nedewa i Marii. Ukończył szkołę średnią w rodzinnym mieście, ale z uwagi na trudną sytuację materialną rodziny zrezygnował ze studiów zagranicznych i wstąpił do szkoły wojskowej w Sofii, którą ukończył w 1907, jako oficer artylerii. Służył początkowo w 5 pułku artylerii w Szumenie, a następnie jako dowódca baterii w garnizonie sofijskim. W 1911 rozpoczął studia w Akademii Ecole de Guerre w Brukseli.
Brał udział w wojnach bałkańskich jako dowódca baterii, uczestniczył w oblężeniu Edirne. W marcu 1913 został mianowany adiutantem gen. Georgi Wazowa. W czasie I wojny światowej Nedew był dowódcą baterii w Twierdzy Szumen. Od 1914 pełnił funkcję wiceprzewodniczącego Wojskowej Komisji Historycznej. W 1915 walczył w bitwie pod Turtucaią. W lipcu 1916 objął stanowisko dowódcy baterii haubic w 2 pułku artylerii ciężkiej. Koniec wojny zastał go w rejonie Dojrana, gdzie służył w 9 dywizji piechoty.
W 1919 skierowany do Sofii, gdzie kierował sekcją historyczną Kwatery Głównej armii bułgarskiej. W 1920 uczestniczył w demarkacji linii granicznej bułgarsko-greckiej. W 1922 rozpoczął wykłady w szkole wojskowej. Powrócił do czynnej służby w 1923 jako dowódca kompanii piechoty w Wielkim Tyrnowie, a od 1924 szef szkolenia taktycznego w 1 Dywizji Piechoty. W latach 1925–1928 kierował bułgarskim wywiadem wojskowym, który zreorganizował i utworzył nowe struktury odpowiedzialne za pozyskiwanie informacji wywiadowczych.
W marcu 1930 wyjechał do Rzymu, gdzie objął funkcję attache wojskowego. Swoją misję zakończył w sierpniu 1932, a po powrocie do kraju objął dowództwo 14 pułku piechoty. W 1934 był dowódcą 8 dywizji piechoty, a w 1935 dowódcą 4 Armii. W 1936 przeszedł w stan spoczynku i zajął się pisaniem książek z historii wojskowości.
14 listopada 1938 otrzymał stanowisko ministra spraw wewnętrznych w rządzie Georgi Kjoseiwanowa. Po dymisji ze stanowiska w 1940 podjął pracę w zakładach tytoniowych Tikworian. Po przejęciu władzy przez komunistów Nedew był represjonowany. W 1950 funkcjonariusze ministerstwa spraw wewnętrznych zrewidowali dom generała i skonfiskowali jego odznaczenia, książki i dokumenty osobiste. Nikoła Nedew trafił do obozu pracy w Belenem, gdzie był więziony przez trzy lata. Zmarł w 1970 w Sofii.
Był żonaty (żona Cwetanka Grozdanowa (1892-1984)), miał dwoje dzieci (córkę Ruskę i syna Dimityra).

## Awanse
- podporucznik (Подпоручик) (1907)
- porucznik  (Поручик) (1910)
- kapitan  (Капитан) (1913)
- major  (Майор) (1918)
- podpułkownik  (Подполковник) (1923)
- pułkownik  (Полковник) (1928)
- generał major  (Генерал-майор) (1935)

## Odznaczenia
- Order za Waleczność IV st.
- Order Zasługi Wojskowej II st.
- Order Świętego Aleksandra II st.
- Krzyż Żelazny II kl.

## Publikacje
- 1923: Дойранската епопея 1915 – 1918
- 1927: България в Световната война 1915 – 1918
- 1928: Освобождението на София
- 1934: Национална гордост
- 1937: Боевете при Плевен
- 1940: Операциите в Македония. Дойранската епопея